# Новокаргино (Астраханская область)
Новокаргино — упразднённый в 2013 году хутор в Володарском районе Астраханской области России. Входил в состав Калининского сельсовета.

## История
Упразднён хутор 26 июля 2013 года

## География
Новокаргино располагался в юго-восточной части Астраханской области, в дельте реки Волги и находился на левом берегу реки Бузан, напротив правобережного центра сельсовета села Калинино.
Абсолютная высота 26 метров ниже уровня моря (по высотной отметке близнаходящегося села Калинино) .
Климат
умеренный, резко континентальный, характеризуется высокими температурами летом и низкими — зимой, малым количеством осадков, а также большими годовыми и летними суточными амплитудами температуры воздуха.

## Население
| 2002 | 2010 |
| ---- | ---- |
| 0    | →0   |

По данным Всероссийской переписи в 2010 году и
переписи 2002 года постоянного населения на хуторе не было.

## Инфраструктура
нет данных

## Транспорт
В соседнем селе Калинино — автодорога регионального значения Марфино — Калинино, идентификационный номер 12 ОП РЗ 12Н 035.